# Liste der Mitglieder des US-Repräsentantenhauses aus Nebraska
Diese Liste führt alle Politiker auf, die seit 1854 für Nebraska dem Repräsentantenhaus der Vereinigten Staaten angehört haben.

## Nebraska-Territorium (1854–1867)
Das Nebraska-Territorium entsandte in der Zeit von 1854 bis 1867 6 Kongressabgeordnete:
| Name                        | Amtszeit                      | Partei       | Lebensdaten                          |
| --------------------------- | ----------------------------- | ------------ | ------------------------------------ |
| Napoleon Bonaparte Giddings | 5. Januar 1855 – 3. März 1855 | Demokrat     | 2. Januar 1816 – 3. August 1897      |
| Bird Beers Chapman          | 4. März 1855 – 3. März 1857   | Demokrat     | 24. August 1821 – 21. September 1871 |
| Fenner Ferguson             | 4. März 1857 – 3. März 1859   | Demokrat     | 25. April 1814 – 11. Oktober 1859    |
| Experience Estabrook        | 4. März 1859 – 18. Mai 1860   | Demokrat     | 30. April 1813 – 26. März 1894       |
| Samuel Gordon Daily         | 18. Mai 1860 – 3. März 1865   | Republikaner | 1823 – 15. August 1866               |
| Phineas Warren Hitchcock    | 4. März 1865 – 3. März 1867   | Republikaner | 30. November 1831 – 10. Juli 1881    |

## Bundesstaat Nebraska (seit 1867)

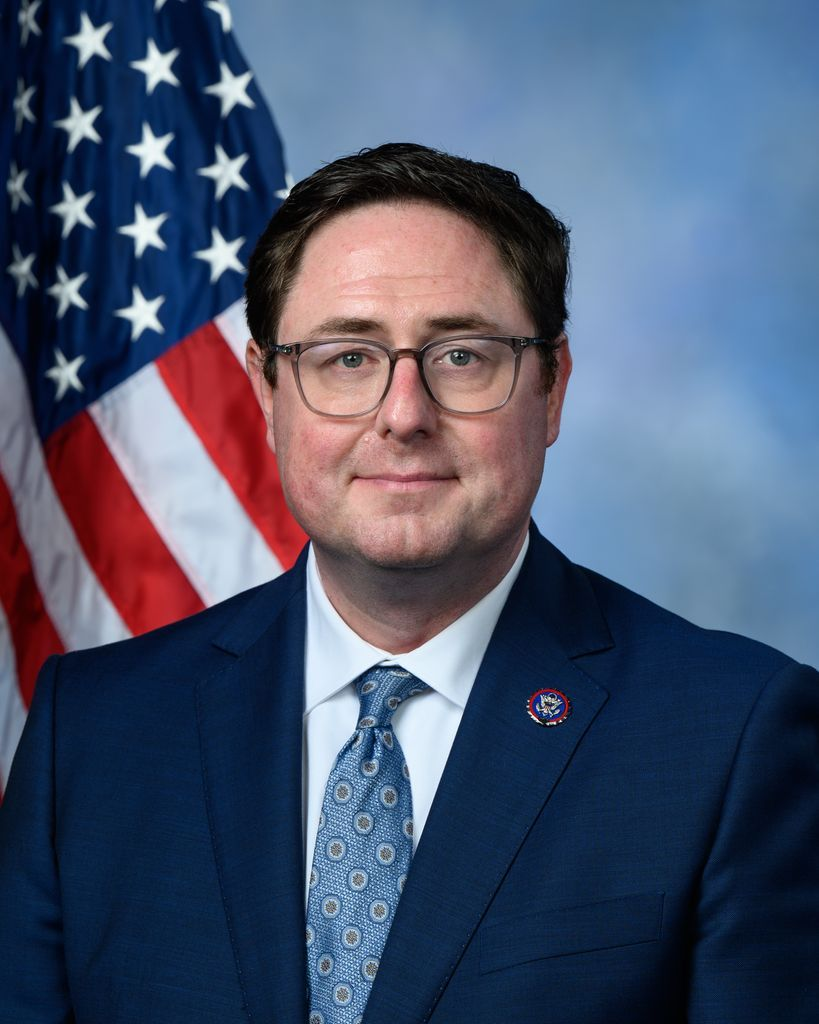
Mike Flood, derzeitiger Vertreter des ersten Kongresswahlbezirks von Nebraska

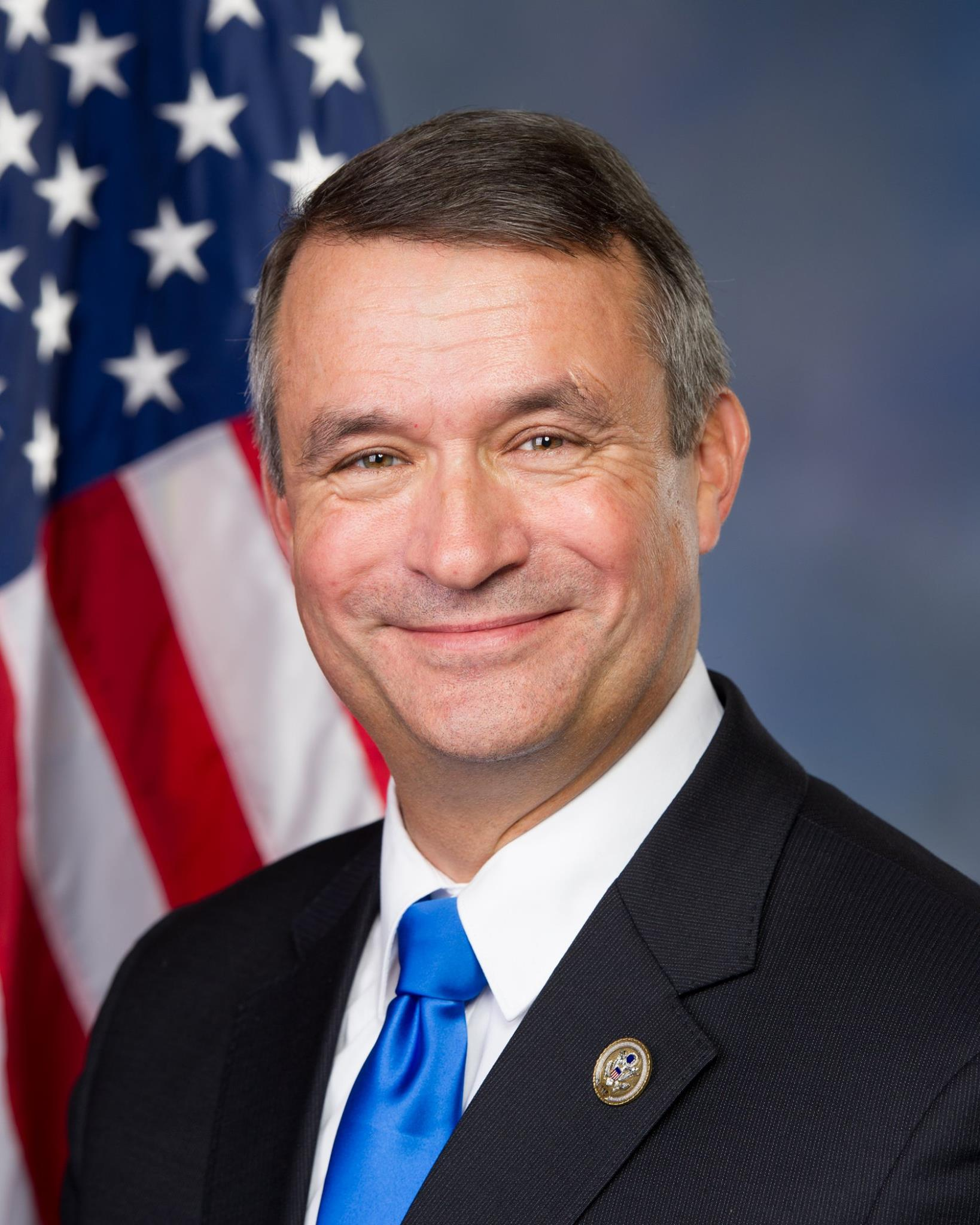
Don Bacon, derzeitiger Vertreter des zweiten Kongresswahlbezirks von Nebraska

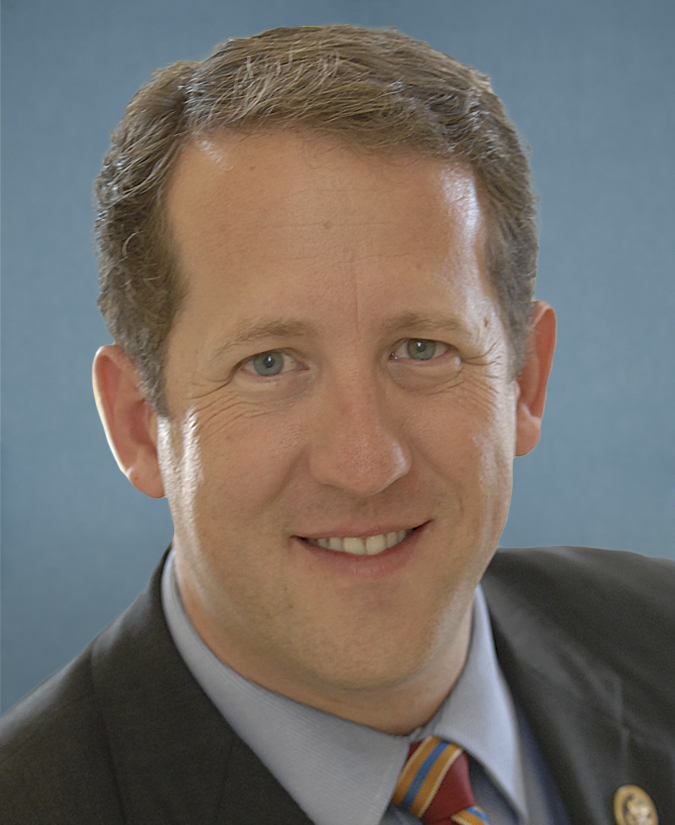
Adrian M. Smith, derzeitiger Vertreter des dritten Kongresswahlbezirks von Nebraska

### 1. Distrikt
Der 1. Distrikt entsandte bislang folgende Kongressabgeordnete:
| Name                     | Amtszeit                             | Partei       | Lebensdaten                            |
| ------------------------ | ------------------------------------ | ------------ | -------------------------------------- |
| Turner Mastin Marquett   | 2. März 1867 – 3. März 1867          | Republikaner | 19. Juli 1831 – 22. Dezember 1894      |
| John Taffe               | 4. März 1867 – 3. März 1873          | Republikaner | 30. Januar 1827 – 14. März 1884        |
| Lorenzo Crounse          | 4. März 1873 – 3. März 1877          | Republikaner | 27. Januar 1834 – 13. Mai 1909         |
| Frank Welch              | 4. März 1877 – 4. September 1878     | Republikaner | 10. Februar 1835 – 4. September 1878   |
| vakant                   | 4. September 1878 – 5. November 1878 |              |                                        |
| Thomas Jefferson Majors  | 5. November 1878 – 3. März 1879      | Republikaner | 25. Juni 1841 – 11. Juli 1932          |
| Edward Kimble Valentine  | 4. März 1879 – 3. März 1883          | Republikaner | 1. Juni 1843 – 11. April 1916          |
| Archibald Jerard Weaver  | 4. März 1883 – 3. März 1887          | Republikaner | 15. April 1843 – 18. April 1887        |
| John Albert McShane      | 4. März 1887 – 3. März 1889          | Demokrat     | 25. August 1850 – 10. November 1923    |
| William James Connell    | 4. März 1889 – 3. März 1891          | Republikaner | 6. Juli 1846 – 16. August 1924         |
| William Jennings Bryan   | 4. März 1891 – 3. März 1895          | Demokrat     | 19. März 1860 – 26. Juli 1925          |
| Jesse Burr Strode        | 4. März 1895 – 3. März 1899          | Republikaner | 18. Februar 1845 – 1. November 1924    |
| Elmer Jacob Burkett      | 4. März 1899 – 3. März 1905          | Republikaner | 1. Dezember 1867 – 23. Mai 1935        |
| vakant                   | 4. März 1905 – 18. Juli 1905         |              |                                        |
| Ernest Mark Pollard      | 18. Juli 1905 – 3. März 1909         | Republikaner | 15. April 1869 – 24. September 1939    |
| John Arthur Maguire      | 4. März 1909 – 3. März 1915          | Demokrat     | 29. November 1870 – 1. Juli 1939       |
| Charles Frank Reavis     | 4. März 1915 – 3. Juni 1922          | Republikaner | 5. September 1870 – 26. Mai 1932       |
| vakant                   | 3. Juni 1922 – 7. November 1922      |              |                                        |
| Roy Henry Thorpe         | 7. November 1922 – 3. März 1923      | Republikaner | 13. Dezember 1874 – 19. September 1951 |
| John Henry Morehead      | 4. März 1923 – 3. Januar 1935        | Demokrat     | 3. Dezember 1861 – 30. Mai 1942        |
| Henry Carl Luckey        | 3. Januar 1935 – 3. Januar 1939      | Demokrat     | 22. November 1868 – 31. Dezember 1956  |
| George Henry Heinke      | 3. Januar 1939 – 2. Januar 1940      | Republikaner | 22. Juli 1882 – 2. Januar 1940         |
| vakant                   | 2. Januar 1940 – 19. April 1940      |              |                                        |
| John Hyde Sweet          | 19. April 1940 – 3. Januar 1941      | Republikaner | 1. September 1880 – 4. April 1964      |
| Oren Sturman Copeland    | 3. Januar 1941 – 3. Januar 1943      | Republikaner | 16. März 1887 – 10. April 1958         |
| Carl Thomas Curtis       | 3. Januar 1943 – 3. Januar 1954      | Republikaner | 15. März 1905 – 24. Januar 2000        |
| Phillip Hart Weaver      | 3. Januar 1955 – 3. Januar 1963      | Republikaner | 9. April 1919 – 16. April 1989         |
| Ralph Frederick Beermann | 3. Januar 1963 – 3. Januar 1965      | Republikaner | 13. August 1912 – 17. Februar 1977     |
| Clair Armstrong Callan   | 3. Januar 1965 – 3. Januar 1967      | Demokrat     | 29. März 1920 – 28. Mai 2005           |
| Robert Vernon Denney     | 3. Januar 1967 – 3. Januar 1971      | Republikaner | 11. April 1916 – 26. Juni 1981         |
| Charles Thone            | 3. Januar 1971 – 3. Januar 1979      | Republikaner | 4. Januar 1924 – 7. März 2018          |
| Douglas Kent Bereuter    | 3. Januar 1979 – 31. August 2004     | Republikaner | * 6. Oktober 1939                      |
| vakant                   | 31. August 2004 – 3. Januar 2005     |              |                                        |
| Jeffrey Lane Fortenberry | 3. Januar 2005 – 31. März 2022       | Republikaner | * 27. Dezember 1960                    |
| vakant                   | 31. März 2022 – 12. Juli 2022        |              |                                        |
| Michael John Flood       | seit 12. Juli 2022                   | Republikaner | * 23. Februar 1975                     |

### 2. Distrikt
Der 2. Distrikt entsandte bislang folgende Kongressabgeordnete:
| Name                       | Amtszeit                           | Partei         | Lebensdaten                            |
| -------------------------- | ---------------------------------- | -------------- | -------------------------------------- |
| James Laird                | 4. März 1883 – 17. August 1889     | Republikaner   | 20. Juni 1849 – 17. August 1889        |
| vakant                     | 17. August 1889 – 2. Dezember 1889 |                |                                        |
| Gilbert Lafayette Laws     | 2. Dezember 1889 – 3. März 1891    | Republikaner   | 11. März 1838 – 25. April 1907         |
| William Arthur McKeighan   | 4. März 1891 – 3. März 1893        | Populist Party | 19. Januar 1842 – 15. Dezember 1895    |
| David Henry Mercer         | 4. März 1893 – 3. März 1903        | Republikaner   | 9. Juli 1857 – 10. Januar 1919         |
| Gilbert Monell Hitchcock   | 4. März 1903 – 3. März 1905        | Demokrat       | 18. September 1859 – 3. Februar 1934   |
| John Lauderdale Kennedy    | 4. März 1905 – 3. März 1907        | Republikaner   | 27. Oktober 1854 – 30. August 1946     |
| Gilbert Monell Hitchcock   | 4. März 1907 – 3. März 1911        | Demokrat       | 18. September 1859 – 3. Februar 1934   |
| Charles Otto Lobeck        | 4. März 1911 – 3. März 1919        | Demokrat       | 6. April 1852 – 30. Januar 1920        |
| Albert Webb Jefferis       | 4. März 1919 – 3. März 1923        | Republikaner   | 7. Dezember 1868 – 14. September 1942  |
| Willis Gratz Sears         | 4. März 1923 – 3. März 1931        | Republikaner   | 16. August 1860 – 1. Juni 1949         |
| Howard Malcolm Baldrige    | 4. März 1931 – 3. März 1933        | Republikaner   | 23. Juni 1894 – 19. Januar 1985        |
| Edward Raymond Burke       | 4. März 1933 – 3. Januar 1935      | Demokrat       | 28. November 1880 – 4. November 1968   |
| Charles Francis McLaughlin | 3. Januar 1935 – 3. Januar 1943    | Demokrat       | 19. Juni 1887 – 5. Februar 1976        |
| Howard Homan Buffett       | 3. Januar 1943 – 3. Januar 1949    | Republikaner   | 13. August 1903 – 30. April 1964       |
| Eugene Daniel O’Sullivan   | 3. Januar 1949 – 3. Januar 1951    | Demokrat       | 31. Mai 1883 – 7. Februar 1968         |
| Howard Homan Buffett       | 3. Januar 1951 – 3. Januar 1953    | Republikaner   | 13. August 1903 – 30. April 1964       |
| Roman Lee Hruska           | 3. Januar 1953 – 8. November 1954  | Republikaner   | 16. August 1904 – 25. April 1999       |
| vakant                     | 8. November 1954 – 3. Januar 1955  |                |                                        |
| Jackson Burton Chase       | 3. Januar 1955 – 1957              | Republikaner   | 19. August 1890 – 4. Mai 1974          |
| Glenn Clarence Cunningham  | 3. Januar 1957 – 3. Januar 1971    | Republikaner   | 10. September 1912 – 18. Dezember 2003 |
| John Yetter McCollister    | 3. Januar 1971 – 3. Januar 1977    | Republikaner   | 10. Juni 1921 – 1. November 2013       |
| John Joseph Cavanaugh      | 3. Januar 1977 – 3. Januar 1981    | Demokrat       | * 1. August 1945                       |
| Harold John Daub           | 3. Januar 1981 – 3. Januar 1989    | Republikaner   | * 23. April 1941                       |
| Peter D. Hoagland          | 3. Januar 1989 – 3. Januar 1995    | Demokrat       | 17. November 1941 – 30. Oktober 2007   |
| Jon Lynn Christensen       | 3. Januar 1995 – 3. Januar 1999    | Republikaner   | * 20. Februar 1963                     |
| Lee Raymond Terry          | 3. Januar 1999 – 3. Januar 2015    | Republikaner   | * 29. Januar 1962                      |
| John Bradley Ashford       | 3. Januar 2015 – 3. Januar 2017    | Demokrat       | * 10. November 1949                    |
| Donald „Don“ John Bacon    | seit 3. Januar 2017                | Republikaner   | * 16. August 1963                      |

### 3. Distrikt
Der 3. Distrikt entsandte bislang folgende Kongressabgeordnete:
| Name                           | Amtszeit                              | Partei         | Lebensdaten                           |
| ------------------------------ | ------------------------------------- | -------------- | ------------------------------------- |
| Edward Kimble Valentine        | 4. März 1883 – 3. März 1885           | Republikaner   | 1. Juni 1843 – 11. April 1916         |
| George Washington Emery Dorsey | 4. März 1885 – 3. März 1891           | Republikaner   | 25. Januar 1842 – 12. Juni 1911       |
| Omer Madison Kem               | 4. März 1891 – 3. März 1893           | Populist Party | 13. November 1855 – 13. Februar 1942  |
| George de Rue Meiklejohn       | 4. März 1893 – 3. März 1897           | Republikaner   | 26. August 1857 – 19. April 1929      |
| Samuel Maxwell                 | 4. März 1897 – 3. März 1899           | Populist Party | 20. Mai 1825 – 11. Februar 1901       |
| John Seaton Robinson           | 4. März 1899 – 3. März 1903           | Demokrat       | 4. Mai 1856 – 25. Mai 1903            |
| John Jay McCarthy              | 4. März 1903 – 3. März 1907           | Republikaner   | 19. Juli 1857 – 30. März 1943         |
| John Frank Boyd                | 4. März 1907 – 3. März 1909           | Republikaner   | 8. August 1853 – 28. Mai 1945         |
| James Polk Latta               | 4. März 1909 – 11. September 1911     | Demokrat       | 31. Oktober 1844 – 11. September 1911 |
| vakant                         | 11. September 1911 – 7. November 1911 |                |                                       |
| Dan Voorhees Stephens          | 7. November 1911 – 3. März 1919       | Demokrat       | 4. November 1868 – 13. Januar 1939    |
| Robert Emory Evans             | 4. März 1919 – 3. März 1923           | Republikaner   | 15. Juli 1856 – 8. Juli 1925          |
| Edgar Howard                   | 4. März 1923 – 3. Januar 1935         | Demokrat       | 16. September 1858 – 19. Juli 1951    |
| Karl Stefan                    | 3. Januar 1935 – 2. Oktober 1951      | Republikaner   | 1. März 1884 – 2. Oktober 1951        |
| vakant                         | 2. Oktober 1951 – 4. Dezember 1951    |                |                                       |
| Robert Dinsmore Harrison       | 4. Dezember 1951 – 3. Januar 1959     | Republikaner   | 26. Januar 1897 – 11. Juni 1977       |
| Lawrence Brock                 | 3. Januar 1959 – 3. Januar 1961       | Demokrat       | 16. August 1906 – 28. August 1968     |
| Ralph Frederick Beermann       | 3. Januar 1961 – 3. Januar 1963       | Republikaner   | 13. August 1912 – 17. Februar 1977    |
| David Thomas Martin            | 3. Januar 1963 – 31. Dezember 1974    | Republikaner   | 9. Juli 1907 – 15. Mai 1997           |
| vakant                         | 31. Dezember 1974 – 3. Januar 1975    |                |                                       |
| Virginia Dodd Smith            | 3. Januar 1975 – 3. Januar 1991       | Republikaner   | 30. Juni 1911 – 23. Januar 2006       |
| William E. Barrett             | 3. Januar 1991 – 3. Januar 2001       | Republikaner   | 9. Februar 1929 – 20. September 2016  |
| Thomas William Osborne         | 3. Januar 2001 – 3. Januar 2007       | Republikaner   | * 23. Februar 1937                    |
| Adrian Michael Smith           | seit 3. Januar 2007                   | Republikaner   | * 19. Dezember 1970                   |

### 4. Distrikt
Der 4. Distrikt wurde nach dem Zensus des Jahres 1890 gegründet und entsandte von 1893 bis 1963 12 Kongressabgeordnete:
| Name                         | Amtszeit                        | Partei         | Lebensdaten                          |
| ---------------------------- | ------------------------------- | -------------- | ------------------------------------ |
| Eugene Jerome Hainer         | 4. März 1893 – 3. März 1897     | Republikaner   | 16. August 1851 – 17. März 1929      |
| William Ledyard Stark        | 4. März 1897 – 3. März 1903     | Populist Party | 29. Juli 1853 – 11. November 1922    |
| Edmund Howard Hinshaw        | 4. März 1903 – 3. März 1911     | Republikaner   | 8. Dezember 1860 – 15. Juni 1932     |
| Charles Henry Sloan          | 4. März 1911 – 3. März 1919     | Republikaner   | 2. Mai 1863 – 2. Juni 1946           |
| Melvin Orlando McLaughlin    | 4. März 1919 – 3. März 1927     | Republikaner   | 8. August 1876 – 18. Juni 1928       |
| John Nathaniel Norton        | 4. März 1927 – 3. März 1929     | Demokrat       | 12. Mai 1878 – 5. Oktober 1960       |
| Charles Henry Sloan          | 4. März 1929 – 3. März 1931     | Republikaner   | 2. Mai 1863 – 2. Juni 1946           |
| John Nathaniel Norton        | 4. März 1931 – 3. März 1933     | Demokrat       | 12. Mai 1878 – 5. Oktober 1960       |
| Ashton Cokayne Shallenberger | 4. März 1933 – 3. Januar 1935   | Demokrat       | 23. Dezember 1862 – 22. Februar 1938 |
| Charles Gustav Binderup      | 3. Januar 1935 – 3. Januar 1939 | Demokrat       | 5. März 1873 – 19. August 1950       |
| Carl Thomas Curtis           | 3. Januar 1939 – 3. Januar 1943 | Republikaner   | 15. März 1905 – 24. Januar 2000      |
| Arthur Lewis Miller          | 3. Januar 1943 – 3. Januar 1959 | Republikaner   | 24. Mai 1892 – 16. März 1967         |
| Donald Francis McGinley      | 3. Januar 1959 – 3. Januar 1961 | Demokrat       | 30. Juni 1920 – 6. Juli 2005         |
| David Thomas Martin          | 3. Januar 1961 – 3. Januar 1963 | Republikaner   | 9. Juli 1907 – 15. Mai 1997          |

### 5. Distrikt
Der 5. Distrikt wurde nach dem Zensus des Jahres 1890 gegründet und entsandte von 1893 bis 1943 10 Kongressabgeordnete:
| Name                         | Amtszeit                        | Partei         | Lebensdaten                          |
| ---------------------------- | ------------------------------- | -------------- | ------------------------------------ |
| William Arthur McKeighan     | 4. März 1893 – 3. März 1895     | Populist Party | 19. Januar 1842 – 15. Dezember 1895  |
| William Ezekiel Andrews      | 4. März 1895 – 3. März 1897     | Republikaner   | 17. Dezember 1854 – 19. Januar 1942  |
| Roderick Dhu Sutherland      | 4. März 1897 – 3. März 1901     | Populist Party | 27. April 1862 – 18. Oktober 1915    |
| Ashton Cokayne Shallenberger | 4. März 1901 – 3. März 1903     | Demokrat       | 23. Dezember 1862 – 22. Februar 1938 |
| George William Norris        | 4. März 1903 – 3. März 1913     | Republikaner   | 11. Juli 1861 – 2. September 1944    |
| Silas Reynolds Barton        | 4. März 1913 – 3. März 1915     | Republikaner   | 21. Mai 1872 – 7. November 1916      |
| Ashton Cokayne Shallenberger | 4. März 1915 – 3. März 1919     | Demokrat       | 23. Dezember 1862 – 22. Februar 1938 |
| William Ezekiel Andrews      | 4. März 1919 – 3. März 1923     | Republikaner   | 17. Dezember 1854 – 19. Januar 1942  |
| Ashton Cokayne Shallenberger | 4. März 1923 – 3. März 1929     | Demokrat       | 23. Dezember 1862 – 22. Februar 1938 |
| Fred Gustus Johnson          | 4. März 1929 – 3. März 1931     | Republikaner   | 16. Oktober 1876 – 30. April 1951    |
| Ashton Cokayne Shallenberger | 4. März 1931 – 3. März 1933     | Demokrat       | 23. Dezember 1862 – 22. Februar 1938 |
| Terry McGovern Carpenter     | 4. März 1933 – 3. Januar 1935   | Demokrat       | 28. März 1900 – 27. April 1978       |
| Harry Buffington Coffee      | 3. Januar 1935 – 3. Januar 1943 | Demokrat       | 16. März 1890 – 3. Oktober 1972      |

### 6. Distrikt
Der 6. Distrikt wurde nach dem Zensus des Jahres 1890 gegründet und entsandte von 1893 bis 1933 6 Kongressabgeordnete:
| Name                    | Amtszeit                         | Partei         | Lebensdaten                           |
| ----------------------- | -------------------------------- | -------------- | ------------------------------------- |
| Omer Madison Kem        | 4. März 1893 – 3. März 1897      | Populist Party | 13. November 1855 – 13. Februar 1942  |
| William Laury Greene    | 4. März 1897 – 11. März 1899     | Populist Party | 3. Oktober 1849 – 11. März 1899       |
| vakant                  | 11. März 1899 – 7. November 1899 |                |                                       |
| William Neville         | 7. November 1899 – 3. März 1903  | Populist Party | 29. Dezember 1843 – 5. April 1909     |
| Moses Pierce Kinkaid    | 4. März 1903 – 6. Juli 1922      | Republikaner   | 24. Januar 1856 – 6. Juli 1922        |
| vakant                  | 6. Juli 1922 – 7. November 1922  |                |                                       |
| Augustin Reed Humphrey  | 7. November 1922 – 3. März 1923  | Republikaner   | 18. Februar 1859 – 10. Dezember 1937  |
| Robert Glenmore Simmons | 4. März 1923 – 3. März 1933      | Republikaner   | 25. Dezember 1891 – 27. Dezember 1969 |